# إل كانيافاتي
بلدية إل كانيافاتي (بالإسبانية: El Cañavate)‏، هي إحدى بلديات مقاطعة قونكة إحدى مقاطعات إسبانيا، والتي تقع في منطقة قشتالة لا منتشا وسط البلاد، والمائلة لجهة الشرق من إسبانيا.
يبلغ عدد سكانها 177 نسمة وفقاً لإحصائية سنة (2007).